# Кросно (Вонґровецький повіт)
Кросно (пол. Krosno, нім. Krosno) — село в Польщі, у гміні Вонґровець Вонґровецького повіту Великопольського воєводства.
Населення — 115 осіб (2011).
У 1975-1998 роках село належало до Пільського воєводства.

## Демографія
Демографічна структура станом на 31 березня 2011 року:
|          | Загалом | Допрацездатний вік | Працездатний вік | Постпрацездатний вік |
| -------- | ------- | ------------------ | ---------------- | -------------------- |
| Чоловіки | 62      | 25                 | 34               | 3                    |
| Жінки    | 53      | 13                 | 34               | 6                    |
| Разом    | 115     | 38                 | 68               | 9                    |